# HB Tórshavn II
Havnar Bóltfelag II, o simplemente HB II, es un club de fútbol feroés con sede en Tórshavn. Es el equipo de reserva del club de la Primera División de Islas Feroe, Havnar Bóltfelag. Los equipos de reserva en las Islas Feroe juegan en el mismo sistema de liga que su equipo senior, en lugar de una liga de reserva, pero no pueden jugar en la misma división que su equipo senior, por lo que HB II no es elegible para el ascenso a la Primera División y tampoco puede jugar en la Copa de las Islas Feroe. En el pasado, sin embargo, el equipo participó en la primera división durante dos temporadas, en 1948 y 1949.

## Palmarés
- 1. deild: 6
  - 1943, 1952, 1955, 1958, 1966, 1995[2]

- 2. deild: 4
  - 1983, 1991, 1993, 2015[3]

### Palmarés HB Tórshavn III
- 3. deild: 8
  - 1981, 1982, 1983, 1987, 1990, 1991, 1993, 2004[4]

- 5. deild: 5
  - 1985, 1992, 1994, 2002, 2005[5]